# Afonso Martins do Amaral
Afonso Martins do Amaral (1290 -?) foi um nobre e Cavaleiro medieval do Reino de Portugal, onde deteve o senhorio e Honra de Amaral na localidade de Santo Adrião do Sul. Exerceu o cargo de chanceler na corte do rei Afonso IV de Portugal, rei de Portugal.

## Relações familiares
Foi filho de João Lourenço do Amaral (1260 -?) e de Maria Fernandes Barrantes. De uma senhora cujo nome a história não registou teve:
1. João Lourenço do Amaral (1325 -?) casado por duas vezes, a primeira com Aldonça Vasques e a segunda com Maria Fernandes Barrantes.  [1]